# سفارة تركيا في التشيك
سفارة تركيا في التشيك هي أرفع تمثيل دبلوماسي لدولة تركيا لدى التشيك. تقع السفارة في براغ وهي تهدف لتعزيز المصالح التركية في التشيك.

## وصلات خارجية
- قائمة سفارات تركيا
- قائمة السفارات في التشيك